# Lucas Masciano
Lucas Masciano (Chivilcoy, Buenos Aires, 18 de novembre de 1977) és un cantant i compositor argentí.
De petit el seu somni era ser bomber, però als vuit anys ja va començar a tocar la guitarra i a liderar diversos grups de música.
El primer disc de Lucas Masciano sortí a la venda l'any 1997 amb el nom Por si no vuelvo a verte. El disc va tenir un gran èxit en el públic argentí i l'any 1999 publicà el seu segon àlbum Lucas Masciando en vivo.
El 2000, Masciano estudiava a l'Escola de Música de Buenos Aires (EMBA) i aquell mateix any Lucas tragué el seu tercer àlbum a l'Argentina anomenat Mis canciones.
El 2003 el cantautor es va traslladar a viure a Barcelona. En aquella primera època a Catalunya el compositor tocava al metro de Barcelona i a un carrer comercial de la ciutat, Portal de l'Àngel, per tal de guanyar-se la vida.
L'any 2004 edità el seu primer àlbum a Espanya i quart en la seva discografia anomenat Al diablo con todo. Al disc participà el guitarrista del grup madrileny El Canto del Loco, en David Otero, a la cançó Tus locas razones.
A principis del 2006, Masciano publicà un segon disc a Espanya anomenat Patas arriba.
Finalment, ja a l'abril del 2008, publicà un nou disc amb el nom Todo bien produït per David Otero i publicat per Manicomio Records, segell creat pel mateix productor juntament amb el seu cosí Dani Martín líder de El Canto del Loco. Lucas Masciano ha estat el teloner durant tot l'any 2008 de la gira de El Canto del Loco "Personas".

## Discografia
- Por si no vuelvo a verte (1997) - Argentina
- Lucas Masciando en vivo (1999) - Argentina
- Mis canciones (2000) - Argentina
- Al diablo con todo (2004) - Espanya
- Patas arriba (2006) - Espanya
- Todo bien (2008) - Espanya
- Siempre y cuando sobre todo (2011) - Espanya